# Daria Dmitrieva
Daria Dmitrieva (în rusă Дарья Дмитриева; n. 9 august 1995, Toliatti, regiunea Samara, Rusia) este o handbalistă din Rusia care joacă pentru clubul Dinamo-Sinara și echipa națională a Rusiei. În primăvara anului 2014, presa românească a speculat că, începând cu sezonul 2014-2015, ea va evolua pentru echipa românească HCM Baia Mare, în Liga Națională. Acest lucru nu s-a materializat, iar Dmitrieva a rămas la Dinamo-Sinara.

## Biografie
Tatăl Dariei este un fost hocheist. Ea a fost pregătită de Irina Kos la Lada Toliatti, dar când antrenoarea a decis să plece, Dmitrieva și unele colege ale ei s-au transferat în al doilea centru handbalistic important al Rusiei, Volgograd. Daria avea 14 ani când a luat această decizie, în 2009.
Dmitrieva și Anna Viahireva au fost considerate handbaliste de mare viitor la Campionatul European pentru Tineret din 2013.
Ea a fost votată al doilea cel mai bun coordonator de joc la categoria junioare în sezonul 2013/2014 de către fanii Handball-Planet.com, după Deborah Nunes.

## Palmares
Club
- Superliga Rusă de Handbal: 
  - Medalie de aur: 2012, 2013, 2014

- Cupa Cupelor EHF: 
  - Semifinalistă: 2012

Echipa națională
- Jocurile Olimpice:
  -  Medalie de aur: 2016

- Campionatul European pentru Tineret:
  -  Medalie de aur: 2013

- Campionatul Mondial pentru Junioare:
  -  Medalie de argint: 2012

- Campionatul European pentru Junioare:
  -  Medalie de aur: 2011

## Premii individuale
- Coordonatorul de joc al echipei ideale la Jocurile Olimpice: 2016[6]
- Coordonatorul de joc al echipei ideale a Campionatului European pentru Tineret: 2013